# Shenandoah megye
Shenandoah megye az Amerikai Egyesült Államokban, azon belül Virginia államban található. Megyeszékhelye Woodstock, legnagyobb városa Strasburg. Lakosainak száma 44 186 fő (2020. április 1.). Shenandoah megye Frederick, Warren, Page, Rockingham és Hardy megyékkel határos.

## Népesség
A megye népességének változása:
| Lakosok száma | 42 049 | 42 261 | 42 614 | 42 684 | 43 190 | 44 186 |
|               | 2010   | 2011   | 2012   | 2013   | 2015   | 2020   |